# Nescafé
Nescafé è una marca internazionale di caffè solubile.

## Storia
Creato in Svizzera il 1º aprile 1938 dalla Nestlé, il suo nome è costituito dalle parole "Nestlé" e "café" ed è disponibile in numerose varianti.
Nel 1942, grazie alla sua facilità di preparazione, il Nescafé entrò a far parte della razione quotidiana del soldato americano, la "Razione K".

## Prodotti
- Classico
- Relax Decaffeinato
- Gran Aroma
- Red Cup
- Caffè per Latte
- Cappuccino
- Espresso
- Ginseng
- Dolce Gusto - linea di macchine per caffè espresso e altre bevande in capsule, in collaborazione con la ditta tedesca Krups.
- Shakissimo[3]
- Gold
- Gold Decaffeinato